# Longarone
Longarone (velencei nyelven Longarón) város (comune) Északkelet-Olaszországban, Veneto régióban, Belluno megyében, a Piave folyó partján, a Zoldo-völgy és a Vajont-völgy betorkollásánál. Lakóinak száma kb. 5400 fő (2013), elnevezésük olaszul: longaronesi.
Longaronét 1963. október 9-én éjszaka katasztrofális szökőár sújtotta, amelyet a város fölött, a Vajontra épített völgyzáró gátnál bekövetkezett földcsuszamlás és hegyomlás idézett elő. A szerencsétlenség a város épületállományát szinte teljesen lerombolta. Összesen 2500 ember veszítette életét, ebből 1500 longaronei lakos. Az elpusztult városrészek modernista stílusban épültek újjá.

## Fekvése
Longarone a Piave folyó völgyében, a folyó felső szakaszán fekszik. Az észak-déli irányban haladó folyó nyugati (jobb) partján a Bellunói Dolomitok hegycsoportja emelkedik (ez a Dolomitok részét képezi). A keleti (bal) parton a Friuli-Dolomitok nevű hegylánc húzódik, amely azonban (nevével ellentétben) a Karni-Alpok déli szárnyát képezi. Friuli-Venezia Giulia és Veneto régiók határvonala a Piave keleti partját szegélyező hegylánc csúcsain húzódik, a Piave folyó mindkét partja már Veneto régióhoz tartozik, Longarone városával együtt.
Longaronénál két oldalvölgy torkollik a Piave völgyébe. A jobb parton, kelet felől ide érkezik a Zoldo-völgy, amely a Keleti-Dolomitokban, a Civetta és a Monte Pelmo között indul (a völgyben az SP251 megyei főútvonal halad). A jobb parton, nyugat felől a Karni-Alpokban eredő Vajont patak magasan fekvő völgye egy mély szurdokon át torkollik a Piave-völgybe, a várossal szemben. A völgyben az SR251 sz. regionális főútvonal halad a Pordenone megyei Maniago felé. A szurdokvölgyet 1957–1960 között egy 250 méter magas völgyzáró gáttal elzárták, felduzzasztva a Vajont vizét, elektromos áram termelése céljából. A vasbeton gáttest túlélte az 1963-as földcsuszamlást és szökőárt, ma is áll, a városból jól látható.
Longaronétól délre a Piave völgyének középső szakasza, Alpago és Valbelluna hegycsoportok következnek. Északon a szomszédos Ospitale már a Cadore vidékhez tartozik. Nyugaton a Maè patak, amely Soffranco városrésznél torkollik a Zoldo-völgybe. Keleten a Vajont-völgy, Erto e Casso községekkel, a Cellina-völgy kezdeténél.
Szomszéd községek: Belluno város; Erto e Casso (a keleti parton, Pordenone megyében); Forno di Zoldo, La Valle Agordina, Ospitale di Cadore, Ponte nelle Alpi, Sedico, Soverzene (Belluno megyében). A város védőszentje Szűz Mária, ünnepe december 8-a.
Longarone városába érkezik a 3. sz. Dolimiti magashegyi túraút (Alta via n. 3), a „Zergék útja” (Via dei Camosci), amely a dél-tiroli Niederdorf (Villabassa) községből indul.

## A várost alkotó résztelepülések
Castellavazzo (a 2014-es egyesítésig külön város volt), Codissago, Dogna, Faè, Fortogna, Igne, Olantreghe, Pirago-Muda Maè, Podenzoi, Provagna, Rivalta, Roggia és Soffranco.
A Castellavazzo város egyesítése Longaronéval a település-egyesítésekről szóló, 2014. február 9-én kiadott új regionális törvény értelmében vált lehetővé. A döntést egy vélemény-nyilvánító (konzultatív) népszavazás előzte meg, ahol a szavazók 78,5%-a az egyesítést pártolta.

## Népessége
| Lakosok száma | 5301 | 5254 | 5022 |
|               | 2017 | 2018 | 2023 |

## Történelme
A római időkben már lakott település volt. Fortogna, Pirago és Dogna városrészekben római sírokat tártak fel, Roggia városrészben római út maradványait azonosították.
A középkorban, 1250 végéig Longarone püspöki birtok volt, aztán a császárpárti ghibellinek pártjához tartozó, kegyetlenségéről hírhedt Ezzelino da Romano, Treviso grófja (1194–1259) szerezte meg. 1300-tól a Scaligeri, majd a Da Carrara, végül a Visconti-család birtoka lett. 1420 körül a Velencei Köztársaság szerezte meg a várost, történelme ettől kezdve a „Serenissima” sorsával fonódott egybe. 1623. június 7-én megszületett a Longarone–Igne–Pirago regola (önálló kormányzatú birtokos-közösség), amely 1712-től jogot kapott a fényességes („Magnifica”) jelző viselésére.
A napóleoni háborúk során, 1806-ban Longarone városi rangot kapott. 1815-ben a bécsi kongresszus a Lombard–Velencei Királysághoz csatolta, majd 1866-ban, a porosz–osztrák–olasz háború után az Olasz Királyság szerezte meg. Az első világháborúban, a caporettói offenzíva harcai során, 1917. november 9-én Longarone térségében komolyabb csatára került sor. A Maniago felől, a Vajont völgyében előrenyomuló osztrák–magyar és német csapatok letörték az olasz védelmet és kijutottak a Piave völgyébe. A hadműveletben részt vett Erwin Rommel is, fiatal hadnagyként.
1959 decemberében a város megrendezte az első fagylalt-vásárt (Fiera del Gelato). A Kézműves Fagylaltkészítés Nemzetközi Vásárának (Mostra Internazionale del Gelato Artigianale, MIG) székhelye ma is Longaronéban van.

## Az 1963-as szökőár-katasztrófa

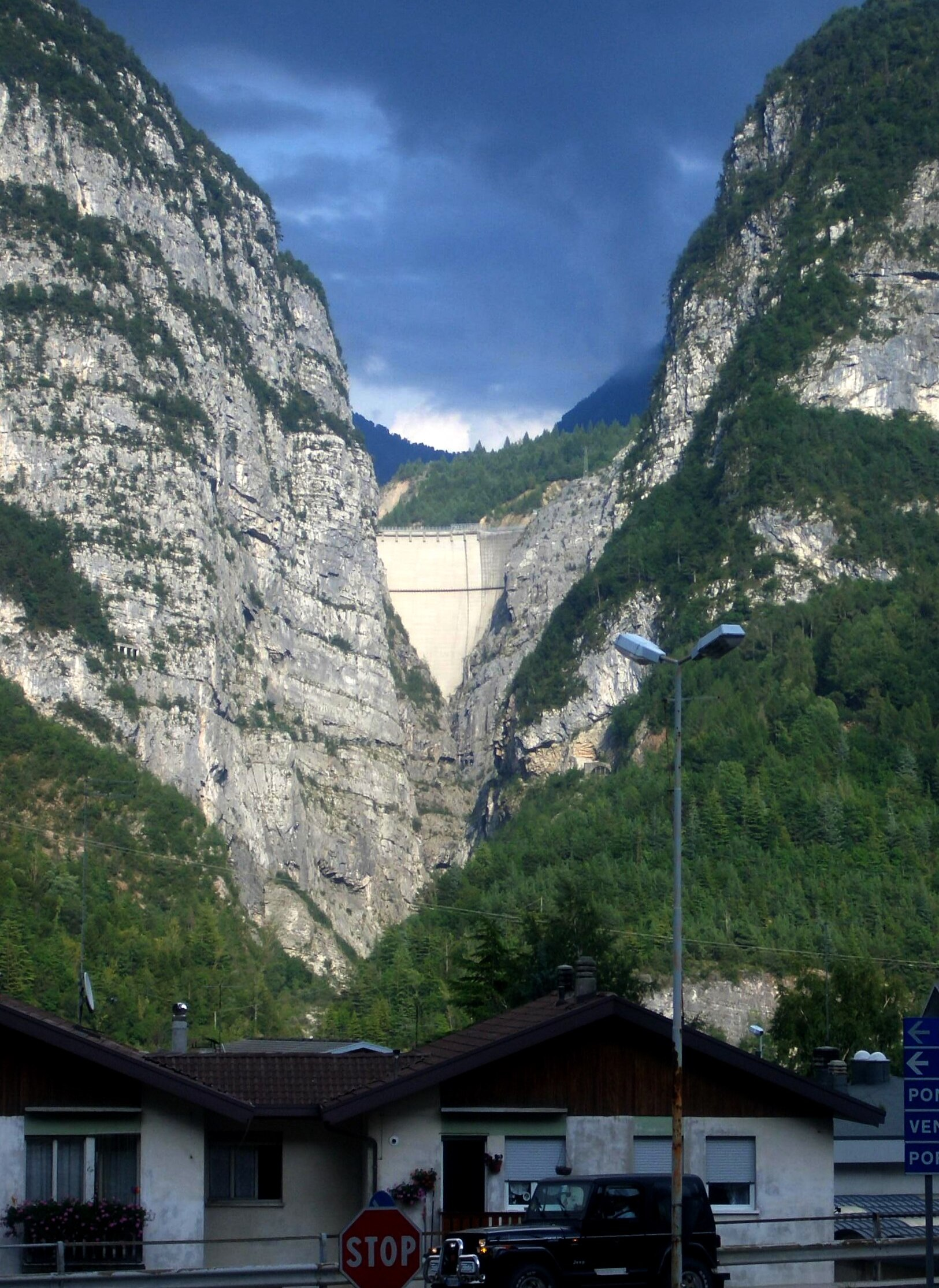
A Vajont duzzasztógátja (2005)

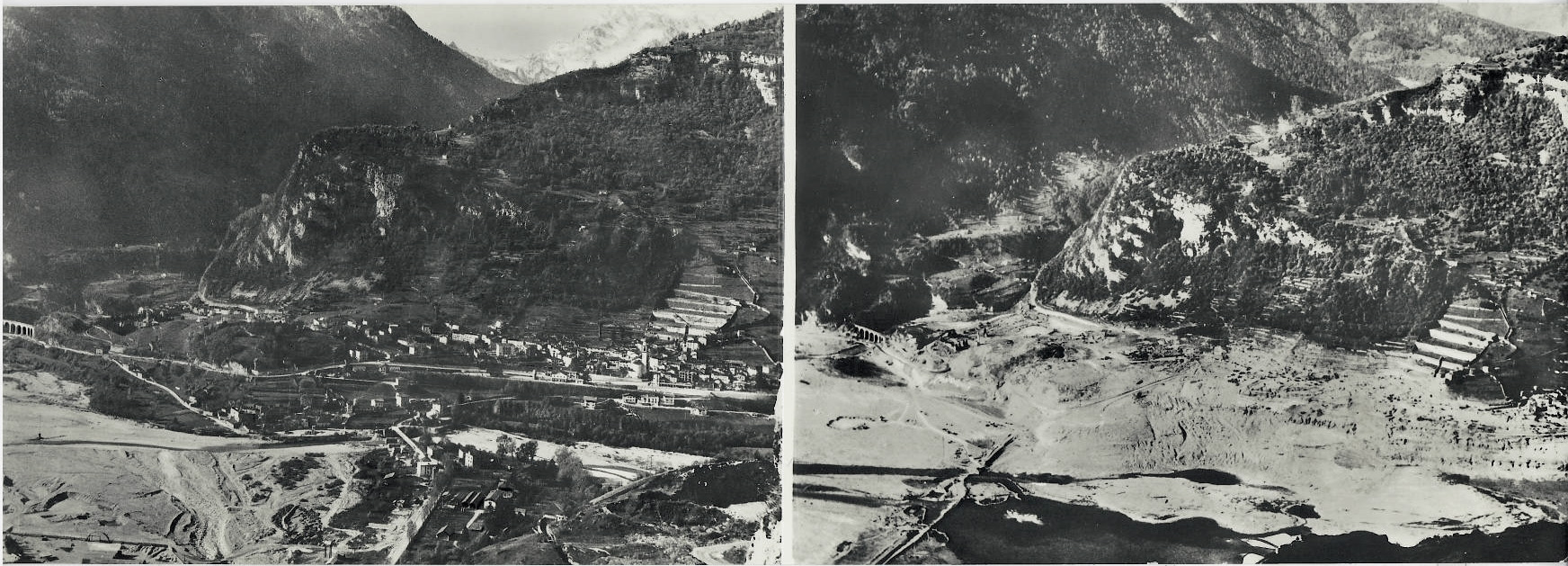
Longarone a katasztrófa előtt és után

1963. október 9-én éjszaka 22 óra 39 perckor a Vajont patak völgyében, a nemrégen átadott völgyzárógát fölött megindult a hegyoldal. Erto e Casso községekkel szemben, a Toc-hegynek a felduzzasztott mesterséges tóba érő lejtője leszakadt, és 260 millió m³ föld és kőzet zúdult a tóba. A földcsuszamlás sebessége, utólagos mérnöki számítások szerint elérte a 108 km/h sebességet. A hegyomlás kiszorította medréből a tó vizét, amely a szemközti hegyoldalra felcsapva elmosta Erto e Casso községeket. A víztömeg zöme átbukott a völgyzárógát koronáján – megölve az itt figyelő geológus- és mérnökcsoportot, – majd 250 méter magasságból a szurdokvölgybe lezuhanva szökőárként robbant ki a Piave völgyébe, ahol 30-40 perc alatt elpusztította az alvó Longaronét, és az alacsonyan fekvő szomszéd községeket. A katasztrófában 2000 ember veszett oda, köztük 1500 longaronei lakos. Maga a betongát sértetlen maradt, ma ipari műemlék, üzemen kívül áll.
A szerencsétlenséget követően nyomozás indult a Vajont-vízierőmű tervezői és kivitelezői ellen. Az erőmű üzemeltetői tudtak a hegyoldal rendellenes mozgásáról, de csak saját mérnöki intézkedésekkel próbálkoztak, a hatóságok értesítése nélkül. A kiemelt presztízsprojekt résztvevői befolyásos cégek voltak, a nyomozás politikai vádaskodássá fajult. A pert az Abruzzókban fekvő L’Aquila városának bíróságán tárgyalták, megállapították a SADE (Società Adriatica di Elettricità) vállalat részleges felelősségét. A projekt egyik mérnöke öngyilkosságot követett el, néhány vezető enyhe büntetéseket kapott. Az áldozatok felének ítéltek kártérítést, ennek összegét később jelentősen csökkentették. Az eltussolást segítette, hogy hat héttel később, 1963. november 22-én bekövetkezett a Kennedy-gyilkosság, amely elvonta a világsajtó érdeklődését. A földcsuszamlás pontos geológiai mechanizmusáról, a katasztrófa előreláthatóságának mértékéről ma is viták zajlanak.

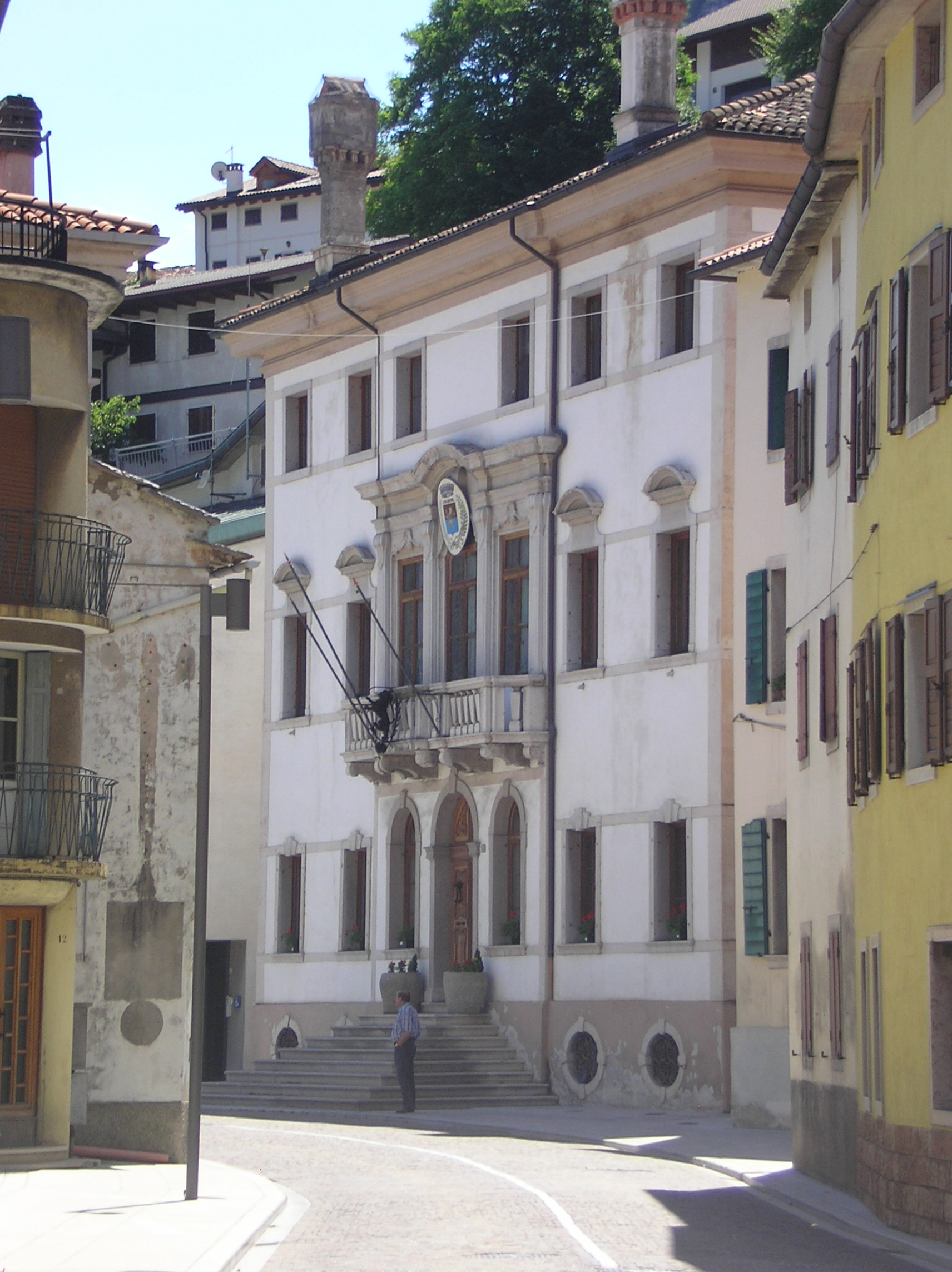
A Mazzolà-palota, ma a városi elöljáróság épülete. Az 1963-as szökőártól megkímélt, magasan fekvő régi házak egyike

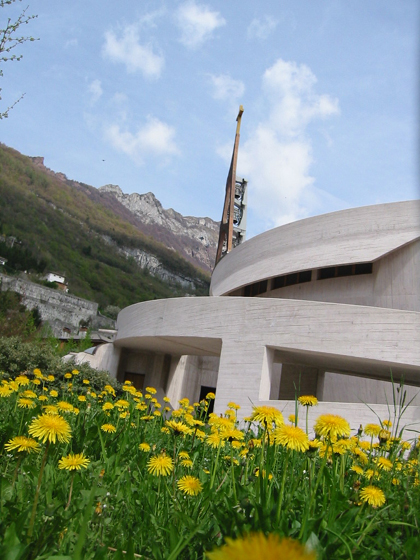
Az új Szeplőtelen fogantatás templom. Tervezője Giovanni Michelucci

A katasztrófát követő példás összefogásért, a jól szervezett mentésért és helyreállításért a város közösségének a „Polgári Helytállásért” arany érdemérmét adományozták. 1964 után a város modernista stílusban épült újjá, sok épületet Le Corbusier követői terveztek. Évtizedekkel később új koncepció született, amely a hagyományos építési módban készült, egyszerű eszközökkel karbantartható, közepes méretű házak rekonstrukcióját irányozta elő, elsősorban a régi városközpontban, a via Roma környékén.

### Testvérvárosi kapcsolatok
- 1991 óta Urussanga,  Brazília
- 1964 óta Bagni di Lucca,  Olaszország

Emellett 2011 óta szoros baráti kapcsolatok épültek ki a következő olaszországi városok közösségeivel: L’Aquila, Tesero, Caerano San Marco, Tavarnelle Val di Pesa és Tempio Pausania, továbbá a horvátországi Kutenyával (Kutina).

## Képgaléria

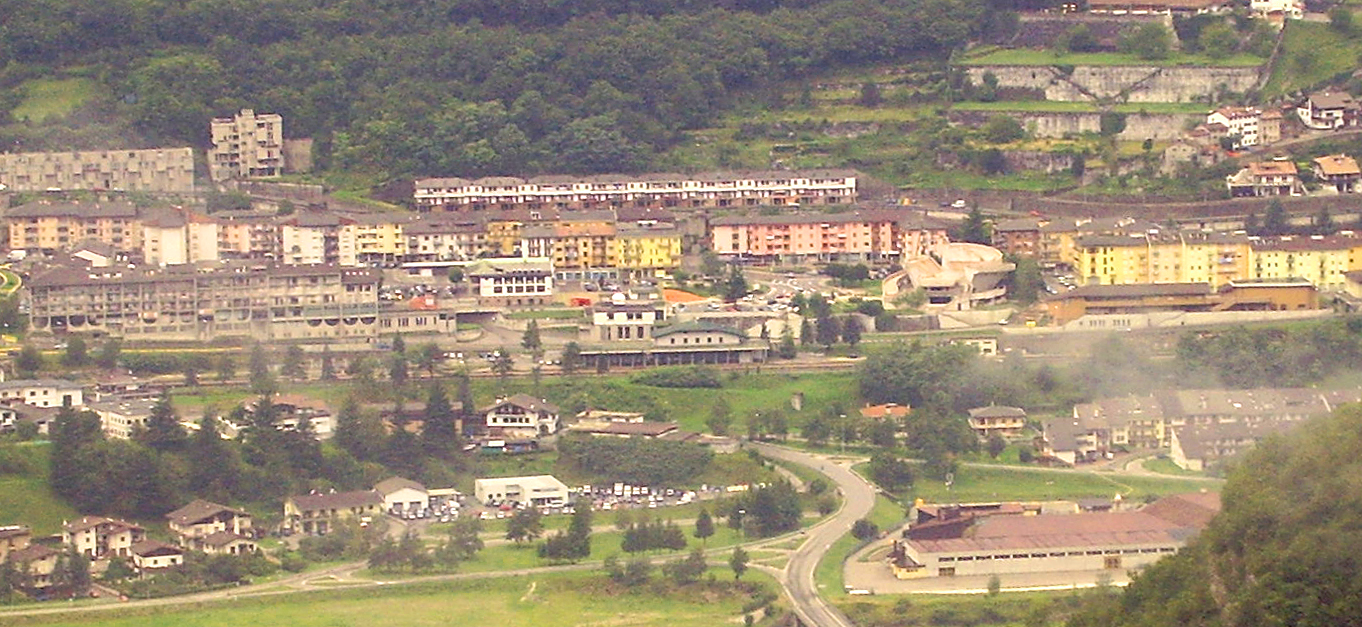
Longarone látképe a Vajont völgyéből (keletről)
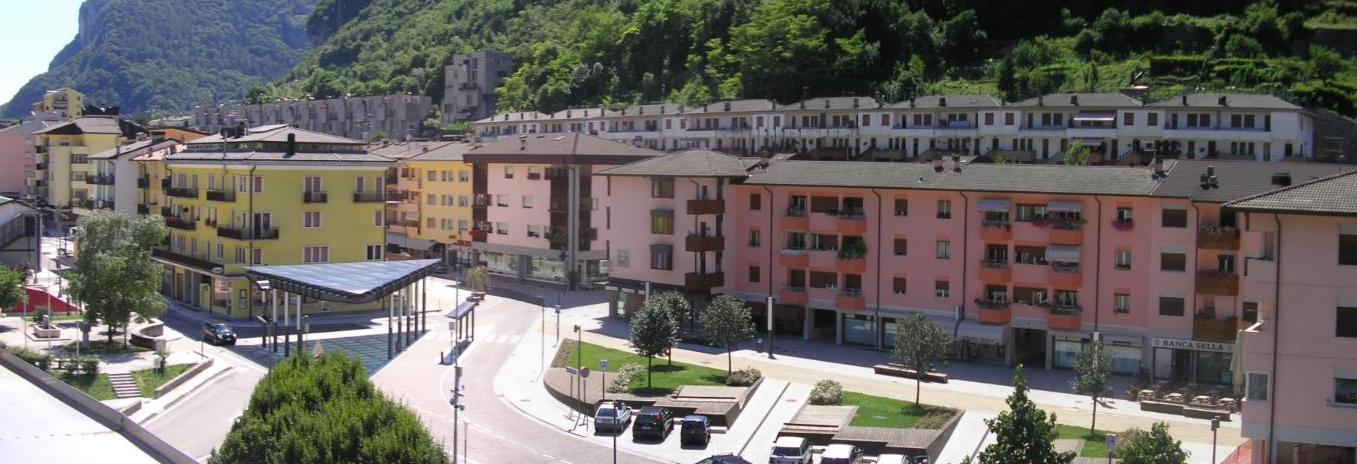
A városközpont és a via Roma
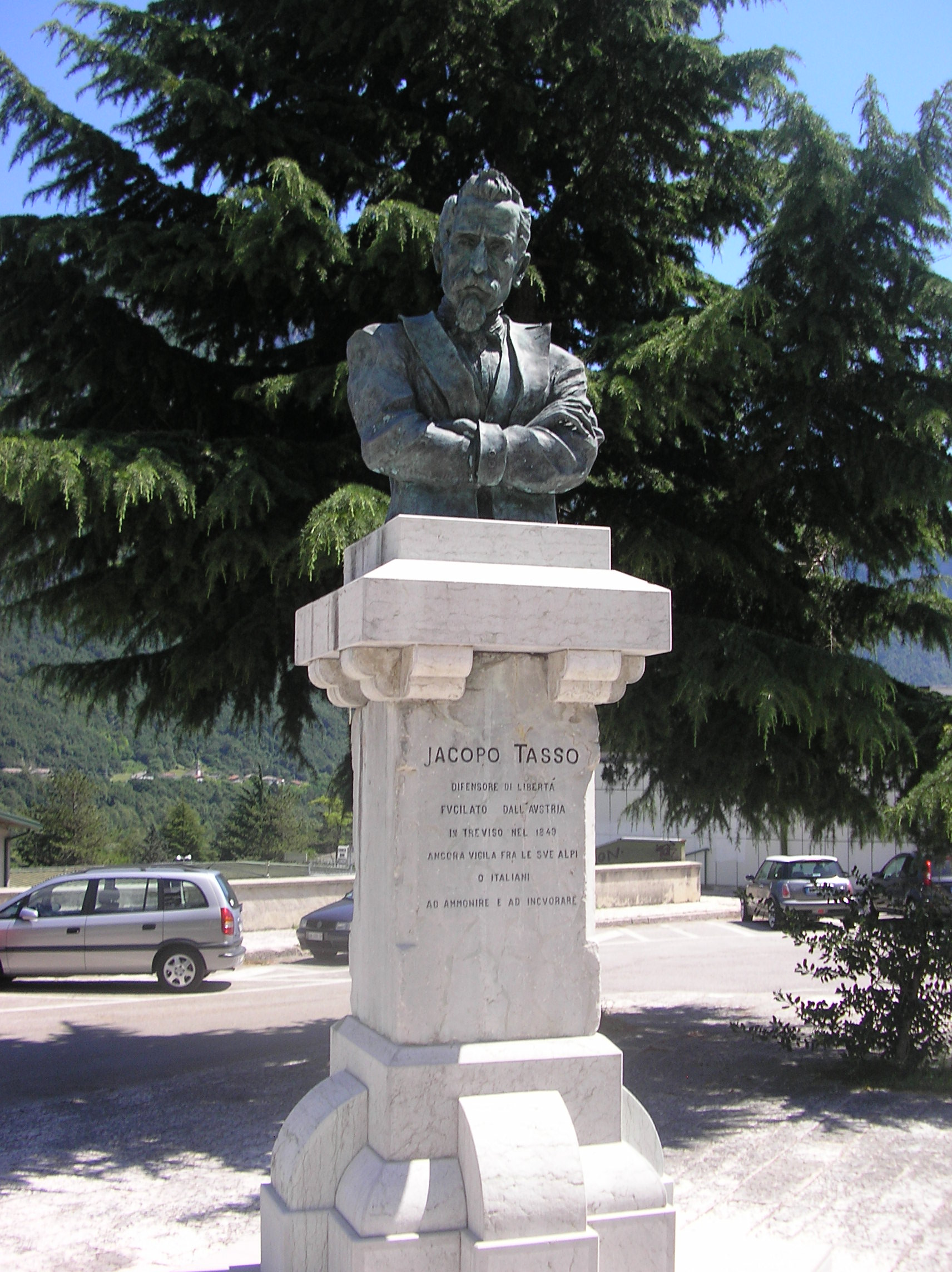
Longarone, Jacopo Tasso szobra
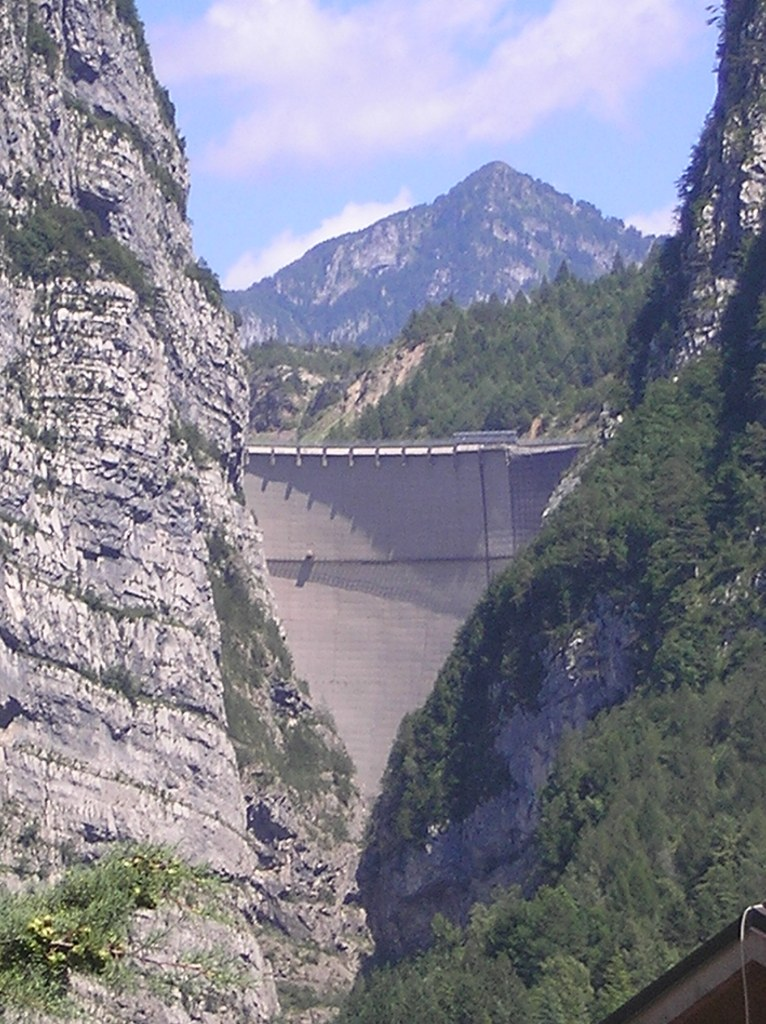
A Vajont-gát Longaronéból nézve
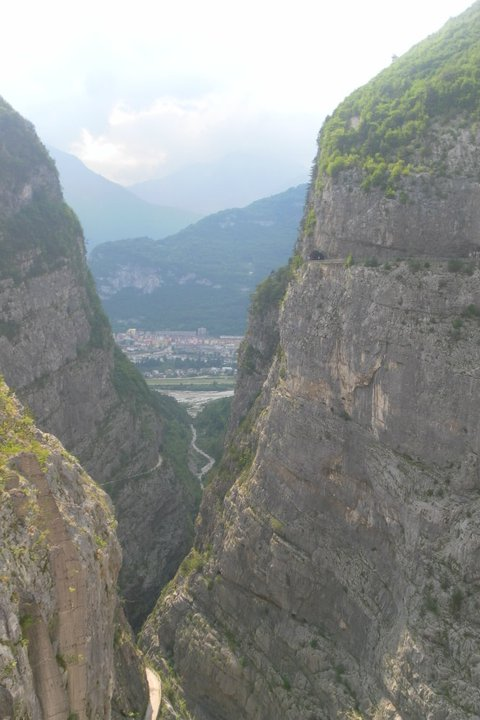
Longarone városa a Vajont-gátról nézve
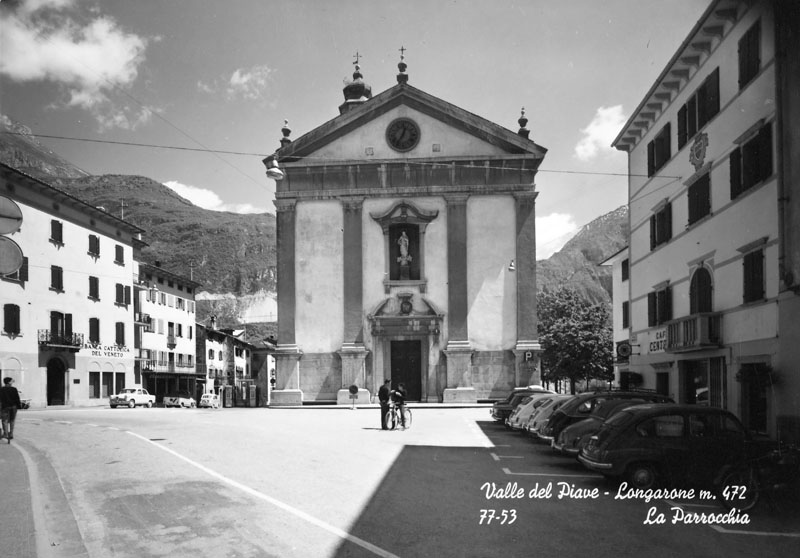
Longarone régi plébániatemploma (1961)
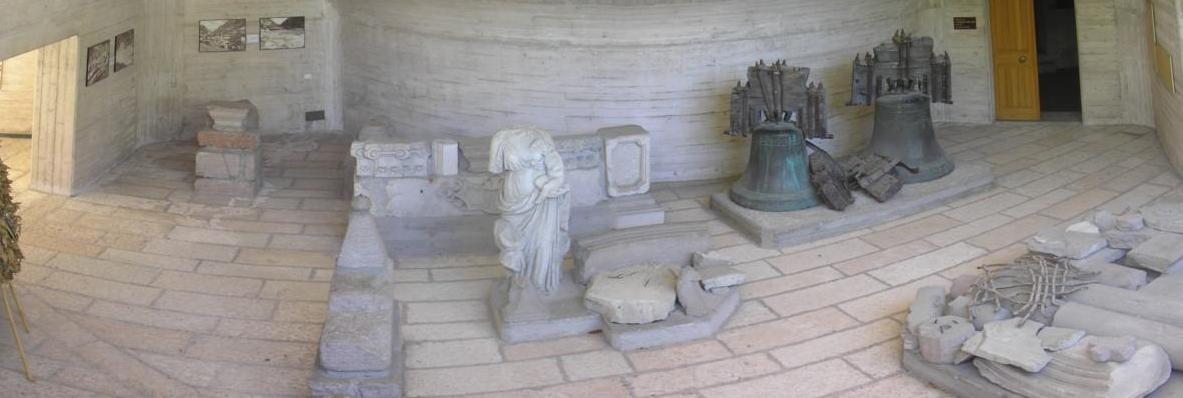
Az „élő kövek” múzeuma: az elsodort régi templom darabjai
Pirago harangtornya (campanile), a szökőár túlélője
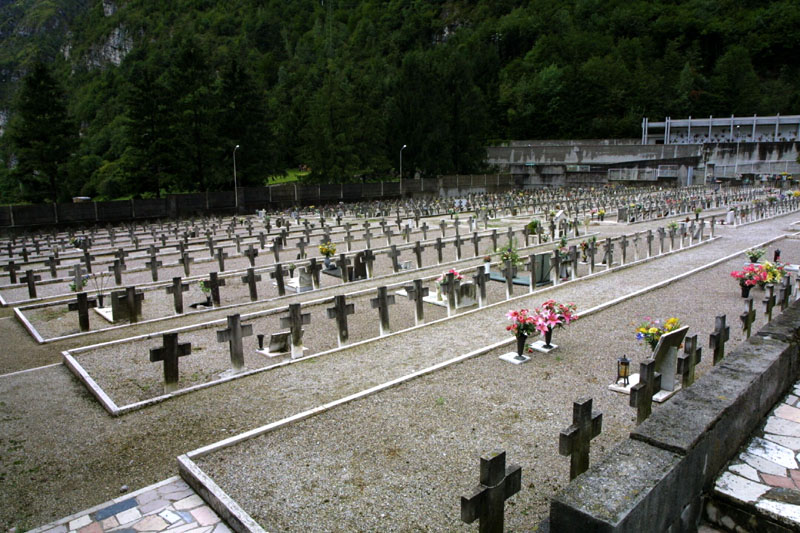
Fortogna, a szökőár áldozatainak temetője, felújítás előtt
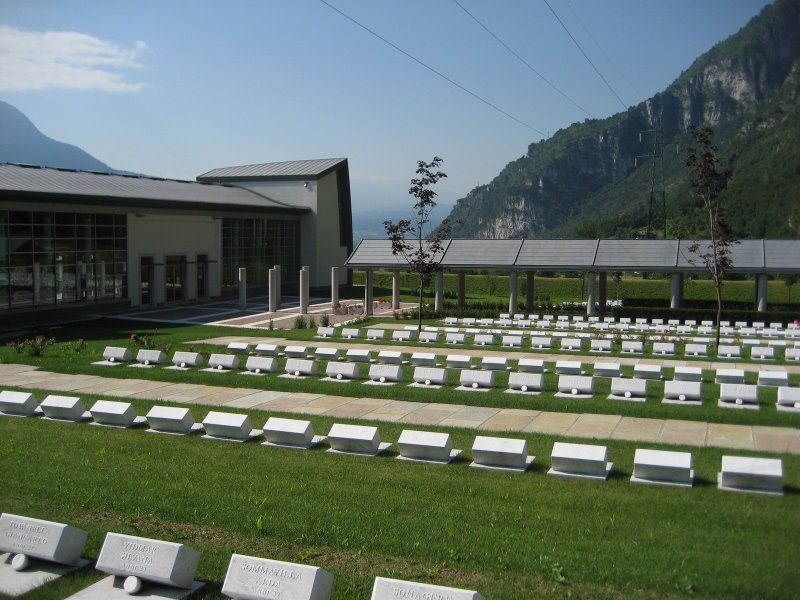
Fortogna, a szökőár áldozatainak temetője, vitatott felújítás után